# Oberea cariniscapus
Oberea cariniscapus är en skalbaggsart som beskrevs av Stefan von Breuning 1956. Oberea cariniscapus ingår i släktet Oberea och familjen långhorningar. Inga underarter finns listade i Catalogue of Life.